# Kastanje
Kastanje (Castanea) (også før stavet Kastanie) er udbredt med otte arter i Europa, Asien og Nordamerika. Det er løvfældende træer med lange, hanlige rakler og korte, hunlige blomsterstande. Frugterne er nødder, som sidder i en pigget skål. Her nævnes kun de arter, som dyrkes i Danmark, eller som er økonomisk betydningsfulde her.
Kastanje forveksles undertiden med Hestekastanje.
| Beskrevne arter |

- Amerikansk kastanje (Castanea dentata)
- Dværgkastanje (Castanea pumila)
- Japansk kastanje (Castanea crenata)
- Ægte kastanje (Castanea sativa)

| Andre arter |

- Castanea henryi
- Castanea mollissima
- Castanea ozarkensis
- Castanea seguinii[1]